# Cantone di Arras-2
Il Cantone di Arras-2 è una divisione amministrativa dell'Arrondissement di Arras.
È stato costituito a seguito della riforma approvata con decreto del 24 febbraio 2014, che ha avuto attuazione dopo le elezioni dipartimentali del 2015.

## Composizione
Comprende parte della città di Arras e gli 11 comuni di:
- Athies
- Bailleul-Sir-Berthoult
- Fampoux
- Farbus
- Feuchy
- Gavrelle
- Monchy-le-Preux
- Saint-Laurent-Blangy
- Saint-Nicolas
- Thélus
- Willerval